# Датский военный контингент в Ираке
Военный контингент Дании в Ираке — подразделение вооружённых сил Дании, в 2003-2007 гг. принимавшее участие в войне в Ираке.

## История
Подразделение из 300 военнослужащих спецназа Дании прибыло на Ближний Восток перед началом вторжения США и их союзников в Ирак.
Военный контингент Дании находился в стране с апреля 2003 года по 21 декабря 2007 года, в его составе были пехотные подразделения (обеспечивавшие охрану объектов) и авиагруппа HELDET (4 вертолёта AS.550 «Fennec» и 100 военнослужащих), выполнившая 354 вылета в период с августа до конца декабря 2007 года.
Во время пребывания в Ираке датские военнослужащие находились в составе многонациональной дивизии "Юго-Восток".
14 августа 2004 года Североатлантический совет НАТО начал операцию «NATO Training Mission-Iraq», и в страну была отправлена группа датских военных советников и инструкторов для обучения военнослужащих иракской армии (10 инструкторов и 7 солдат для обеспечения их охраны).
21 декабря 2007 года датские войска были выведены из Ирака, но в стране остались около 50 военнослужащих Дании, занимавшихся тренировкой иракских сил безопасности в рамках программы «NATO Training Mission — Iraq» и обеспечением защиты датских дипломатов.
15 декабря 2011 года США объявили о победе и официальном завершении Иракской войны, однако боевые действия в стране продолжались.
В июне 2014 года боевики "Исламского государства" начали масштабное наступление на севере Ирака, после чего положение в стране осложнилось. 29 июня 2014 года на занятых ИГИЛ территориях Ирака был провозглашен халифат. 5 сентября 2014 года на саммите НАТО в Уэльсе глава государственного департамента США Джон Керри официально обратился к главам МИД и министрам обороны Австралии, Великобритании, Германии, Дании, Италии, Канады, Польши, Турции и Франции с призывом присоединиться к борьбе с ИГИЛ. 22-23 сентября 2014 года США стали наносить авиаудары по занятым ИГИЛ районам Ирака. Военнослужащие и военные инструкторы Дании были возвращены в Ирак, с 21 октября 2014 года в операции начала участвовать авиатехника ВВС Дании (F-16A с авиабазы Али Аль-Салем в Кувейте). К началу января 2020 года датский контингент насчитывал 130 человек.

## Результаты
Потери контингента Дании в Ираке составили 7 военнослужащих убитыми и не менее 11 ранеными.
Следует учесть, что в датский военный контингент в Ираке не включены техника и персонал ООН, находившиеся в Ираке в рамках миссии ООН по содействию Ираку (United Nations Assistance Mission for Iraq, UNAMI), действовавшей в соответствии с резолюцией Совета Безопасности ООН № 1500 от 14 августа 2003 года.
- по официальным данным ООН, всего в Ираке погибли 36 сотрудников UNAMI, 1 из которых являлся гражданином Дании[13].

В перечисленные выше потери не включены потери «контрактников» сил коалиции (сотрудники иностранных частных военных и охранных компаний, компаний по разминированию, операторы авиатехники, а также иной гражданский персонал, действующий в Ираке с разрешения и в интересах стран коалиции):
- по данным из открытых источников, в числе потерь «контрактников» международной коалиции в Ираке - по меньшей мере 1 убитый гражданин Дании[15]

В перечисленные выше потери не включены сведения о финансовых расходах на участие в войне, потерях в технике, вооружении и ином военном имуществе датского контингента в Ираке.